# 丹尼斯·什波利亚里奇
丹尼斯·什波利亚里奇（1979年8月20日—），克罗地亚男子手球运动员。他曾代表克罗地亚国家队参加2004年夏季奥林匹克运动会手球比赛，获得一枚金牌。